# Blue October
Blue October är ett amerikanskt rockband från Houston, Texas. Bandet är mest känt från singeln "Hate Me" från albumet "Foiled". Bandet bildades 1995 och Justin Furstenfeld (sång), Jeremy Furstenfeld (trummor), Ryan Delahoussaye (violin/viola, mandolin, keyboard, sång), C.B. Hudson (gitarr) och Matt Noveskey (basgitarr) är några av nuvarande eller tidigare medlemmar.

## Bakgrund
Blue October formades av Justin Furstenfeld, hans bror och trummisen, Jeremy Furstenfeld, multi-instrumentalisten Ryan Delahoussaye och senare av gitarristen och sångaren C.B. Hudson och basisten Matt Noveskey. Blue Octobers managers var Justin och Jeremys föräldrar under namnet "RoDan Entertainment", Blue October släppte deras första album, The Answers, 1998, vilket sålde över 5000 kopior i bara Houston. Med kontakter inom tv-branschen ABC så lyckades Blue October få sin första livespelning på TV.

## Medlemmar
Nuvarande medlemmar
- Justin Furstenfeld – sång, gitarr (1995–)
- Jeremy Furstenfeld – trummor (1995–)
- Ryan Delahoussaye – violin, mandolin, keyboard (1995–)
- Matt Noveskey – basgitarr (1999–2003, 2005–)
- Will Knaak – sologitarr (2018–)

Andra medlemmar
- Liz Mullaly – basgitarr (1995–1998)
- Brant Coulter – sologitarr (1999–2000)
- Dwayne Casey – basgitarr (2002–2003)
- Piper Dagnino – basgitarr (2003–2004)
- C.B. Hudson – gitarr (2001–2011, 2013–2016)

Turnerande medlemmar
- Piper Skih – basgitarr (2004–2005)
- Julian Mandrake – rytmgitarr (2006), sologitarr (2011–2013)

## Diskografi
Studioalbum
- 1998 – The Answers
- 2000 – Consent to Treatment  (med låten "Angel")
- 2003 – History for Sale
- 2006 – Foiled
- 2009 – Approaching Normal
- 2011 – Any Man In America
- 2013 – Sway
- 2016 – Home
- 2018 – I Hope You're Happy

Livealbum
- 2004 – Argue with a Tree...
- 2006 – Live at Lollapalooza 2006
- 2007 – Foiled for the Last Time
- 2011 – Ugly Side: An Acoustic Evening with Blue October
- 2015 – Things We Do at Night (Live from Texas)
- 2019 – Live From Manchester